# Ritornello

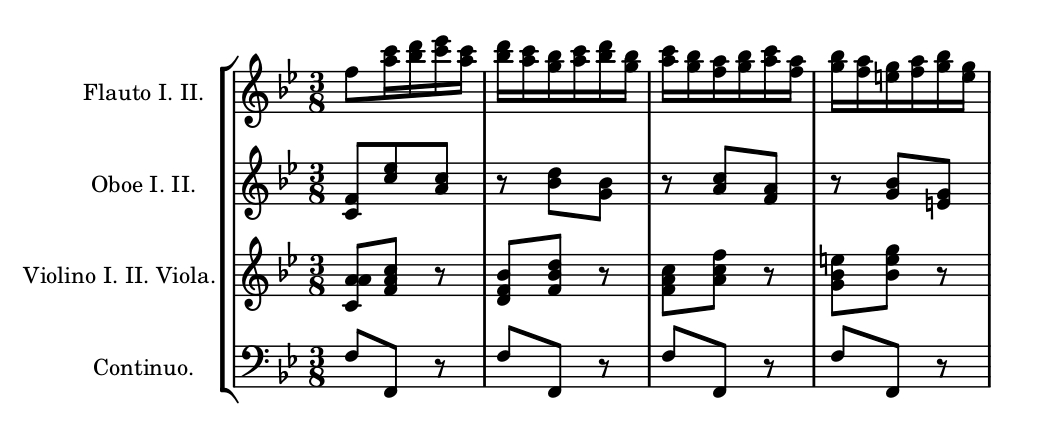
L'inici del primer dels tres ritornels orquestrals de la part final del primer moviment de la cantata de Johann Sebastian Bach «Brich dem Hungrigen dein Brot, BWV 39».

Un ritornello (italià; "petit retorn") és una secció recurrent de la música barroca per a orquestra o cor.

## Història
El primer ús del terme "ritornello" en la música es referia a les línies finals d'un madrigal del segle xiv, que normalment es trobaven en un esquema i un metre de rima que contrastaven amb la resta de la cançó. Els investigadors suggereixen que la paraula "ritornello" prové de la paraula italiana ritorno (que significa retornar), o bé de tornado (que significa tornar o florir).

## Música barroca
El ritornello com a recurrent tutti o passatge es remunta a la música del segle xvi, al compositor venecià Giovanni Gabrieli. Segons Richard Taruskin, aquests passatges repetitius són "endèmics de l'estil concertat" que s'acredita que Gabrielli va desenvolupar.
La idea d'un ritornello orquestral va tenir un paper important en l'estructura de l'òpera el segle xviii. La forma més comuna per a una ària durant el període barroc era la forma da capo, que consistia essencialment en una secció A seguida d'una secció B contrastada, que al seu torn va ser seguida per un retorn de la secció A. Es podrien subdividir moltes ària da capo més, amb seccions de ritornello emmarcant cadascuna de les seccions en solitari del cantant, formant l'esquema | R--A1--R--A2--R | B | R--A1--R--A2--R ||.
El ritornello també va ser crucial en el desenvolupament del concert instrumental italià durant el Barroc. Giuseppe Torelli va escriure molts concerts de violí en els quals els moviments ràpids feien servir un ritornello recurrent entre dos passatges en solitari estesos de material completament nou. Aquest formulari va ser normalitzat per Antonio Vivaldi, que va escriure centenars de concerts mitjançant una modificació de l'esquema de Torelli. La forma del ritornello de Vivaldi va establir un conjunt de convencions seguides per compositors posteriors al segle xviii: 
- Els ritornellos per a l'orquestra completa s'alternen amb episodis per a solista o solistes.
- El ritornello d'obertura es compon de diverses unitats petites, normalment de dues a quatre compassos de longitud, algunes de les quals poden repetir-se o variar-se. Aquests segments es poden separar els uns dels altres o combinar-se de maneres noves sense perdre la seva identitat com a ritornello.
- Les declaracions posteriors del ritornello solen ser parcials, que només inclouen una o algunes de les unitats, de vegades variades.
- Els ritornellos són guies per a l'estructura tonal de la música, cosa que confirma les tecles a les quals modula la música. Les primeres i últimes afirmacions són en la tònica; almenys un (normalment el primer que està en una nova tonalitat) és el dominant; i d'altres poden estar en tonalitats estretament relacionades.[6]

En aquestes visites a diferents tonalitats, la forma ritornello difereix de la forma clàssica posterior rondo, en què la secció recurrent es manté en la mateixa tonalitat. Vivaldi també va establir una convenció d'utilitzar la forma de ritornello per als moviments d'obertura i tancament ràpids, amb un moviment lent i contrastat entremig. Molts compositors barrocs posteriors, com Bach i Telemann, van seguir els models de Vivaldi per compondre els seus propis concerts.
Alguns estudiosos defensen que "la forma ritornello va desaparèixer ràpidament com a principi constructiu general" en els primers anys del segle xix, a causa de les innovacions estructurals de Beethoven. Altres persones com William Caplin suggereixen que la forma ritornello no va desaparèixer, sinó que "es va transformar en forma de concerto mitjançant la incorporació de funcions formals clàssiques, especialment les associades a la sonata". Caplin argumenta que els esquemes de la forma del ritornello persisteixen en l'alternança de les seccions en solitari i tutti, tot i que es troben en el pla tonal i formal de la sonata.
La construcció del Ritornello es va esvair amb l'arribada de la nova forma sonata però va rebre un interès renovat al segle xx.